# Walter Gropius
Walter Adolph Gropius (n. 18 mai 1883, Berlin, Germania - d. 5 iulie 1969, Boston, Massachusetts, SUA), a fost un arhitect și pedagog german, cetățean naturalizat american, fondator și director al Bauhaus, unul din marii arhitecți ai secolului 20, care a trăit și creat în Germania, până în 1934, și apoi în Statele Unite ale Americii, din 1937 până la moartea sa. 

## Viața personală și profesională în Germania
Născut în Berlin, Walter Gropius a fost cel de-al treilea fiu al lui Walter Gropius, un specialist și expert în arhitectură și construcții, angajat salariat la stat, și Manon Auguste Pauline Scharnweber (* 1855 - † 1933), a cărei familie deținea o proprietate lângă Berlin. 

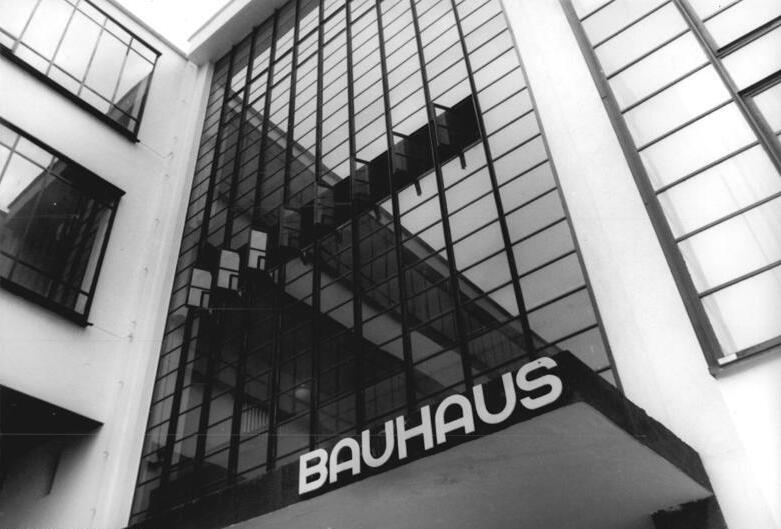
Imagine 2 - Walter Gropius --- Intrarea clădirii Bauhaus din Dessau, exemplu superb de "transparență" totală.

La fel ca tatăl său, Walter Gropius a fost un arhitect. Clădirile concepute de el foloseau materiale foarte moderne la vremea respectivă, între care: beton, beton armat, structuri de oțel și cărămizi de sticlă. Nu întâmplător lucrările sale arhitecturale sunt comparate frecvent cu artefacte vizuale, adesea cu picturi abstracte. 

### Bauhaus
În 1919 Gropius a fondat Bauhaus, ceea ce desemnează atât Staatliches Bauhaus, o școală de artă, design și arhitectură din Germania, activă între 1919-1933, cât și un curent artistic foarte influent în arhitectura, artele plastice, designul, mobilierul și decorările interioare ale secolului 20.  Ambele sensuri ale termenului Bauhaus sunt strâns legate de Walter Gropius. 
Studenții de la Staatliches Bauhaus erau educați interdisciplinar și complex ca arhitecți, constructori, designeri, fotografi, pictori, creatori de mobilier și textile, etc..  Erau totodată stimulați să utilizeze materiale noi, specifice producției de masă, având ca produs final al activității lor clădiri, în special industriale, furnizate „la cheie”.  
Scopul declarat programatic al lui Walter Gropius era clădirea livrată integral, de la designul arhitectural inițial până la mobilarea încăperilor și decorarea acestora cu artefacte. Tot în spiritul viziunii sale integratoare a habitatului uman, atât a celui  personal cât și a celui profesional, Gropius argumenta prin demonstrare conceptul de eficiență arhitecturală, prin care un atare ansamblu de clădiri era realizat arhitectural și constructiv cu mijloace materiale, financiare și umane minime.

### Viața de familie
Gropius s-a căsătorit cu Alma Schindler după moartea soțului acesteia, Gustav Mahler.  Casătoria lor nu a durat prea mult, Alma recăsătorindu-se cu Franz Werfel.
Împreună au avut o fată, Manon, născută în 1916, care a murit, de poliomelită, la vârsta de 18 ani.  Compozitorul Alban Berg, unul din prietenii lui Walter Gropius, a scris un concert de vioară dedicat memoriei lui Manon Gropius.  Pe de altă parte, Walter și Alma sunt menționați în cântecul Alma scris de Tom Lehrer.

## Anglia și, apoi, Statele Unite ale Americii
În 1934, după ce naziștii închiseseră Staatliches Bauhaus în 1933, Gropius a părăsit Germania, unde era absolut clar că urma să devină un "dușman al poporului," conform politicii de stat xenofobe și rasiale a naziștilor, deși era german "pur", arian.  Pentru început, între 1934 și 1937 a trăit și locuit în Marea Britanie, fiind implicat în proiectul Isokon. 
În 1937 se va stabili în Statele Unite ale Americii unde va rămâne până la sfârșitul vieții sale. 

### Casa Gropius
Imediat va proiecta și construi o casă fanion, o casă programatică pentru viziunea sa arhitecturală, Casa Gropius.  Casa este localizată în rurala Noua Anglie (New England), în localitatea Lincoln, statul Massachusetts, fiind un exemplu superb a ceea ce reprezenta stilul Bauhaus adaptat noii sale patrii și timpurilor ce urmau să vină.  
De altfel, Casa Gropius a fost una dintre clădirile ce au exercitat o imensă influență asupra arhitecturii nu numai în Statele Unite, dar și pretutindeni, fiind considerată un exemplu elocvent de ceea ce fost numit prompt, de către critici și cunoscători, ca modernism internațional sau noul stil internațional.  Termenul nu i-a plăcut deloc lui Gropius, crezându-l deplasat și total neadecvat, subliniind: "Am construit-o [casa] astfel încât să absorb în propria mea concepție acele caracteristici ale arhitecturii Noii Anglii pe care le-am considerat vii și potrivite construcției casei."  . 

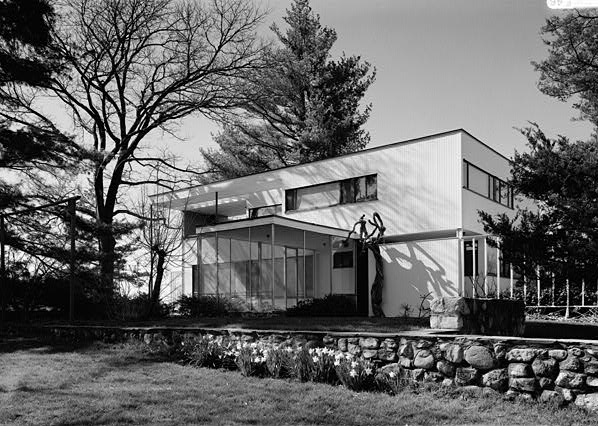
Imagine 4 - Walter Gropius --- Casa Gropius, locuința gândită, proiectată și realizată în 1937 - 1938, în Lincoln, Massachusetts, de către Walter Gropius însuși.

Profesional, atât Walter Gropius cât și Marcel Breuer, considerat de mulți ca protejatul lui Gropius, fuseseră invitați ca să predea la Harvard Graduate School of Design din Cambridge, Massachusetts, începând cu anul universitar ce începea în 1937, toamna.  Cei doi au mai colaborat, până în anul 1941, când carierele lor au luat direcții diferite, și la realizarea proiectului Aluminum City Terrace din statul Pennsylvania. 
În anul 1944, Walter Gropius a devenit cetățean naturalizat al Statelor Unite ale Americii.

### Anii TAC
În anul 1945, Gropius a fondat firma TAC (The Architects' Collaborative), o firmă de arhitectură pe care a constituit-o cu un grup de (pe atunci) tineri arhitecți americani, firmă ce a devenit în timp una dintre cele mai bine cunoscute și respectate firme în domeniu.  Printre altele, stilul promovat de TAC, dar și de Gropius însuși, a fost adeseori numit The New Bauhaus. 
Printre arhitecții și colaboratorii săi inițiali se numără și Norman C. Fletcher, Jean B. Fletcher, John C. Harkness, Sarah P. Harkness, Robert S. MacMillan, Louis A. MacMillen și Benjamin C. Thompson, toți deveniți ulterior nume cunoscute în arhitectura americană și de pretutindeni.

### Epitaf
Walter Gropius a murit în anul 1969 în Boston la frumoasa vârstă de 86 de ani.  Ca o concluzie succintă a personalității sale se poate spune despre el că avea un acut simț al realului și că era văzut adesea purtând costume clasice cu un papillon (în limba engleză, bowtie).
Printre studenții săi s-a numărat și scriitorul și teoreticianul Sigfried Giedion. 
Printre altele, Gropius este amintit nu numai ca unul dintre cei mai influenți arhitecți ai secolului 20, fondator al Bauhaus, realizator de clădiri având o marcă inconfundabilă, dar și prin numele unui întreg complex arhitectural al Berlinului de azi, districtul Gropiusstadt.

## Clădiri importante

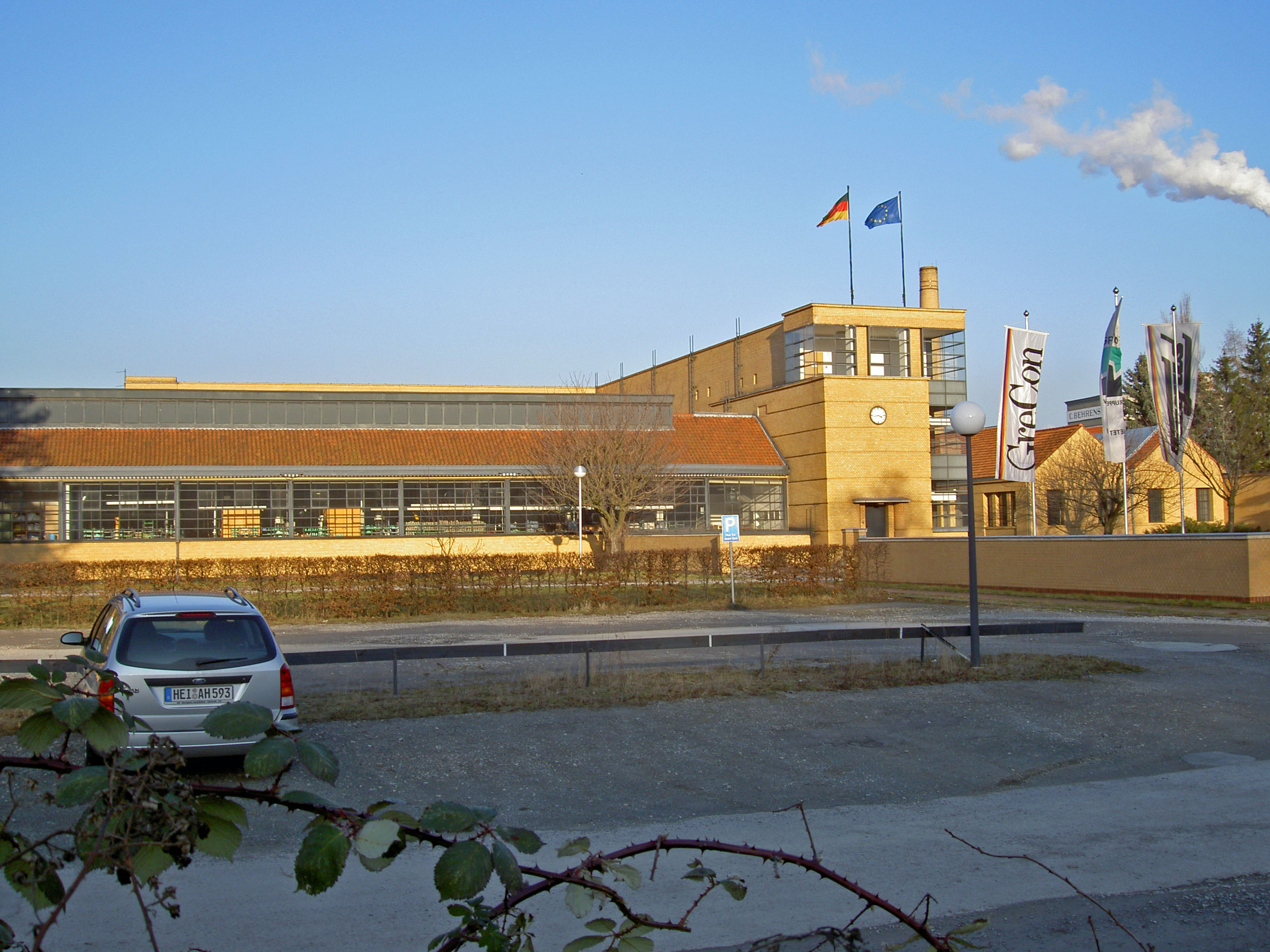
Imagine 5 - Walter Gropius --- Alfred Fagus Werke

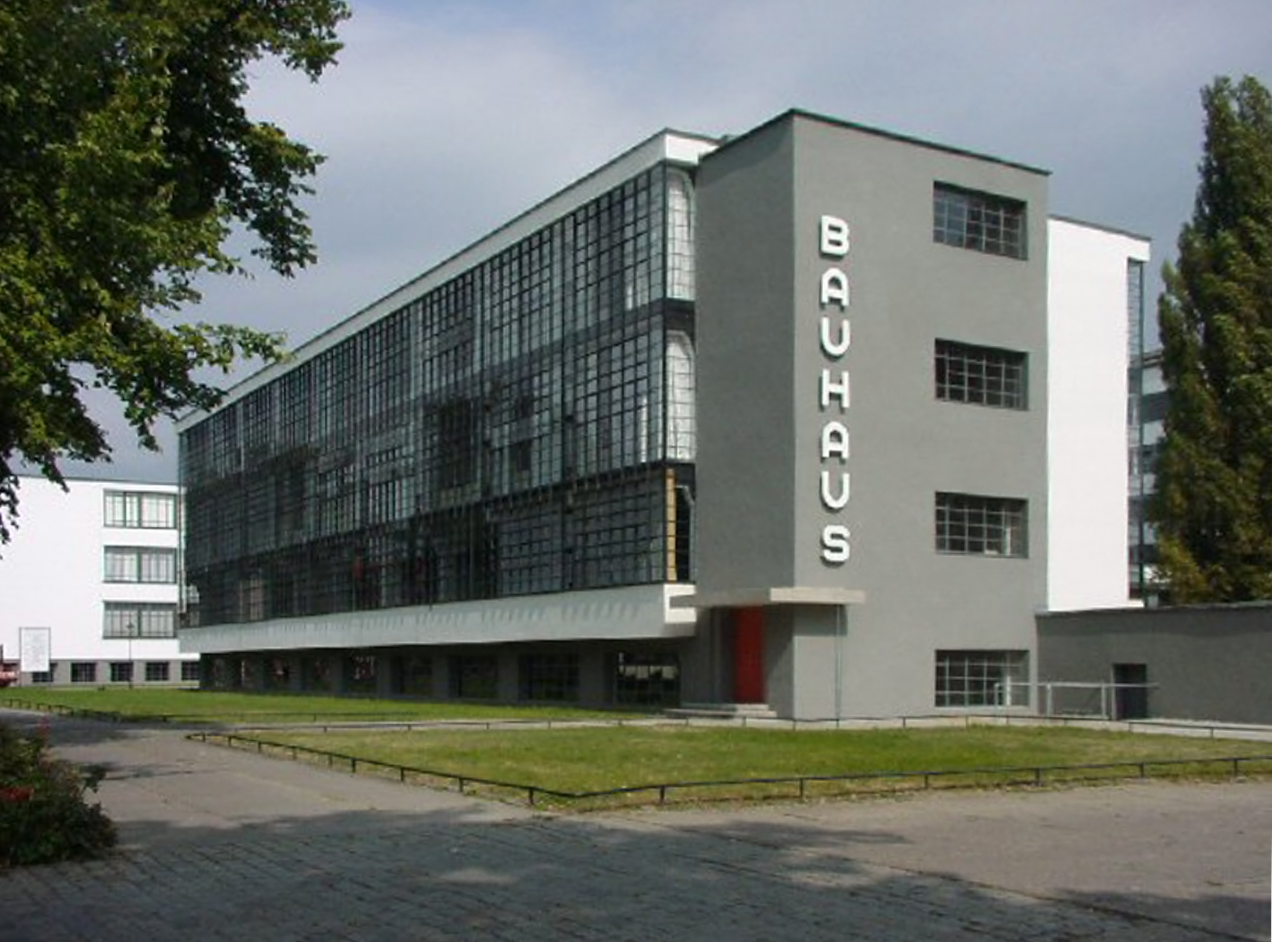
Imagine 6 - Walter Gropius --- Clădirea Bauhaus din Dessau, arhitect Walter Gropius, realizare 1925 - 1926

- Fagus Works, Alfeld an der Leine, Germania—faza 1. 1910 - 1911 faza 2. 1913 - 1914, construcție terminată în 1925;
- Clădirea fabricii Landmaschinenfabrik Gebruder Kappe & Co., Alfeld an der Leine, 1922 - 1924;
- Locuința personală a profesorului Felix Auerbach, Jena, 1924;
- Clădirea școlii de stat Bauhaus, Bauhaus, Dessau, 1925 - 1926, Dessau, Germania;
- Meisterhäuser (locuințele profesorilor care au predat la Staatsliches Bauhaus), Dessau, 1925 - 1926;[8]
- Două case în cadrul proiectului Weißenhofsiedlung în Stuttgart, 1927;
- Locuința personală a doamnei Therese Zuckerkandl, Jena, 1927 - 1929;
- Casa Gropius, 1937 - 1938, Lincoln, Massachusetts, S.U.A.;[9]
- Packaged House System împreună cu Konrad Wachsmann, Lincoln, Massachusetts, S.U.A., 1941  - 1943;
- Attleboro Junior High School (1948);
- Harvard Graduate Center (1949 - 1950), Cambridge, Massachusetts, S.U.A. (The Architects' Collaborative);
- Locuința Stichweh, Hannover, 1952 - 1953;
- Ambasada Statelor Unite în Grecia, Atena, 1956 – 1961;[10]
- Universitatea din Baghdad (1957 - 1960);
- Pan Am Building (astăzi Metlife Building), (1958 - 1963), New York, New York, împreună cu Pietro Belluschi și cu arhitecții proiectanți Emery Roth & Sons;[11][12]
- Interbau Apartment Blocks (1957), Hansaviertel Berlin, Germania, cu TAC și Wils Ebert;
- Gropiusstadt, Berlin, cartier al fostului Berlin de Vest, construit în 1960, cu TAC;[13]
- Wayland High School (1961), proiect ce a câștigat un concurs;[14]
- John F. Kennedy Federal Building (1963 - 1966);[15]
- Fabrica de porțelan din Rosenthal am Rotbühl -- în germană Porzellanfabrik Rosenthal am Rotbühl, Selb, 1965.[16]

## Publicații semnate Walter Gropius
- The New Architecture and the Bauhaus, 1955
- The Scope of Total Architecture, 1956

## Galerie de imagini

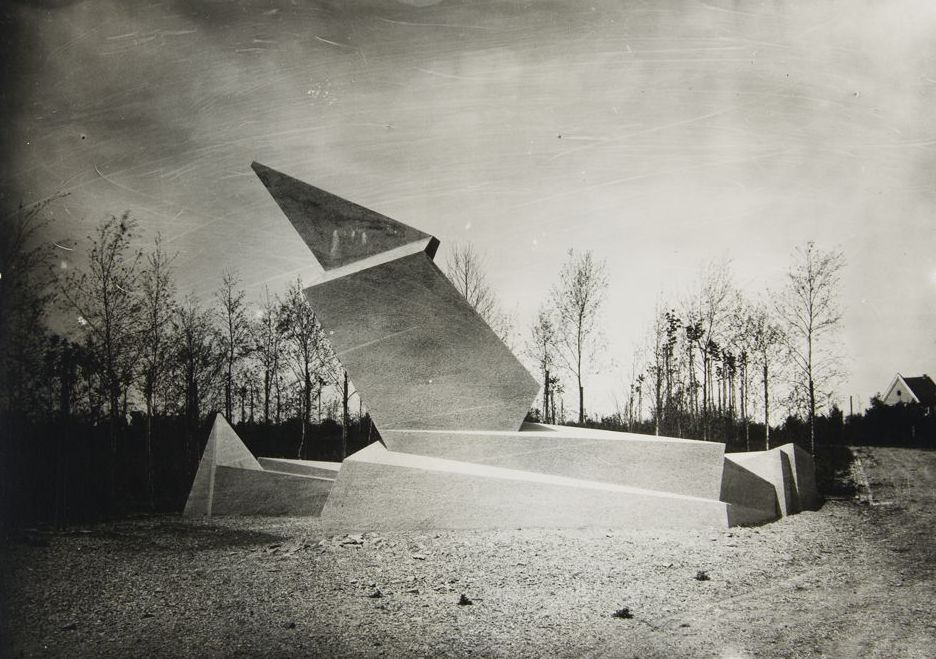
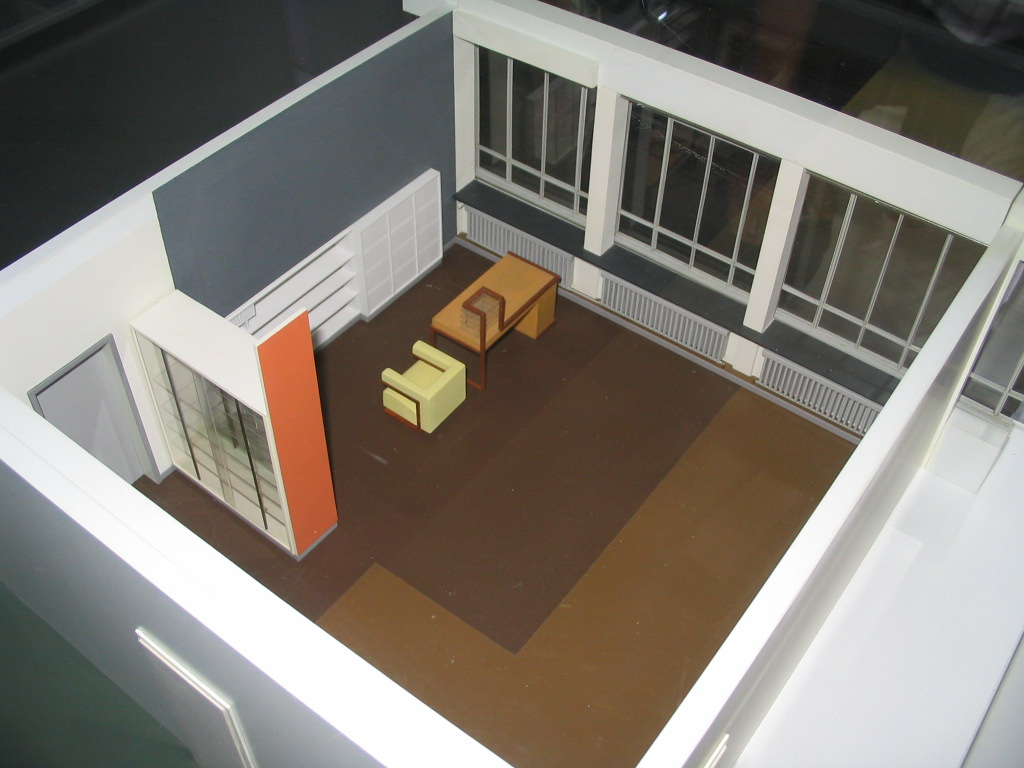
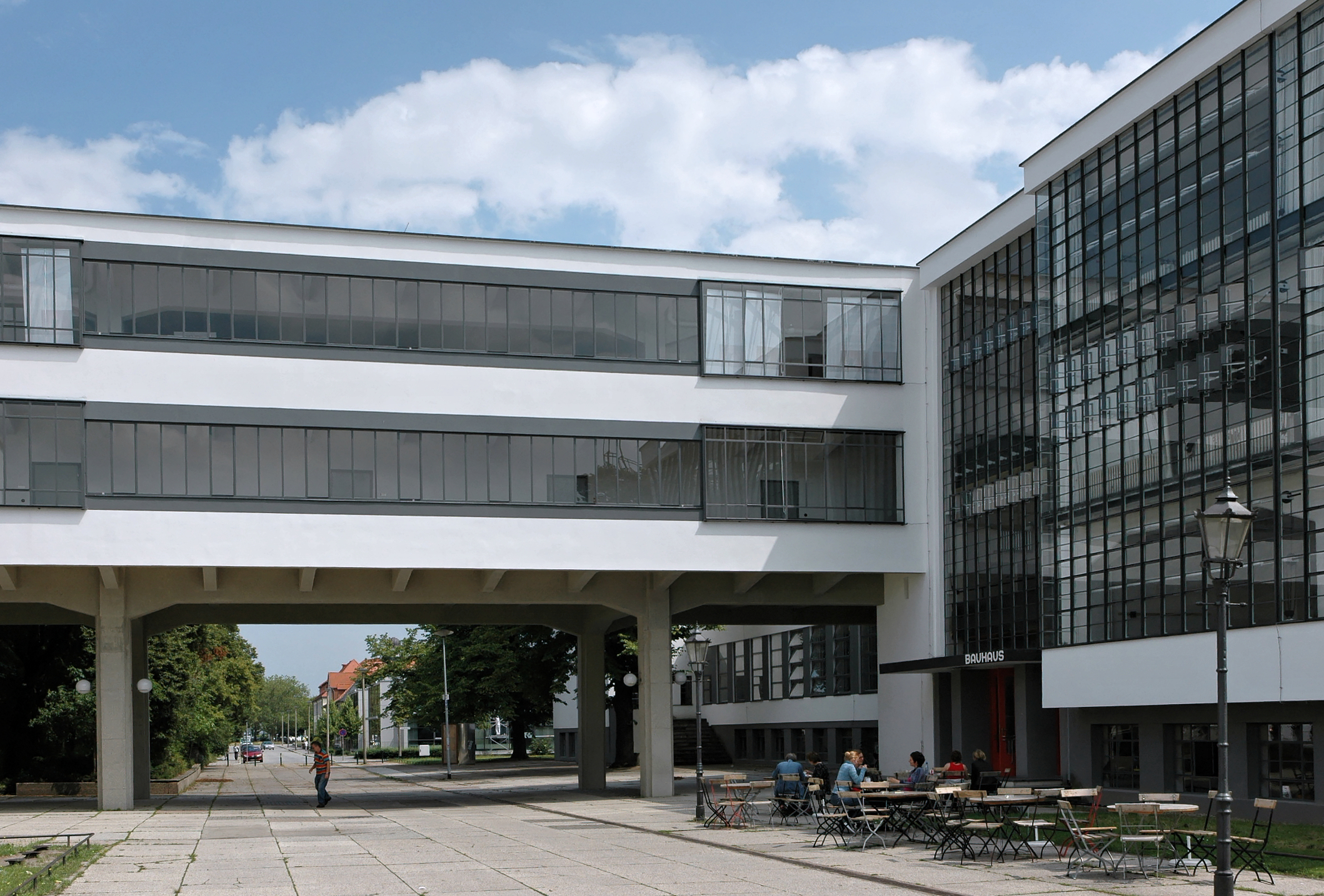
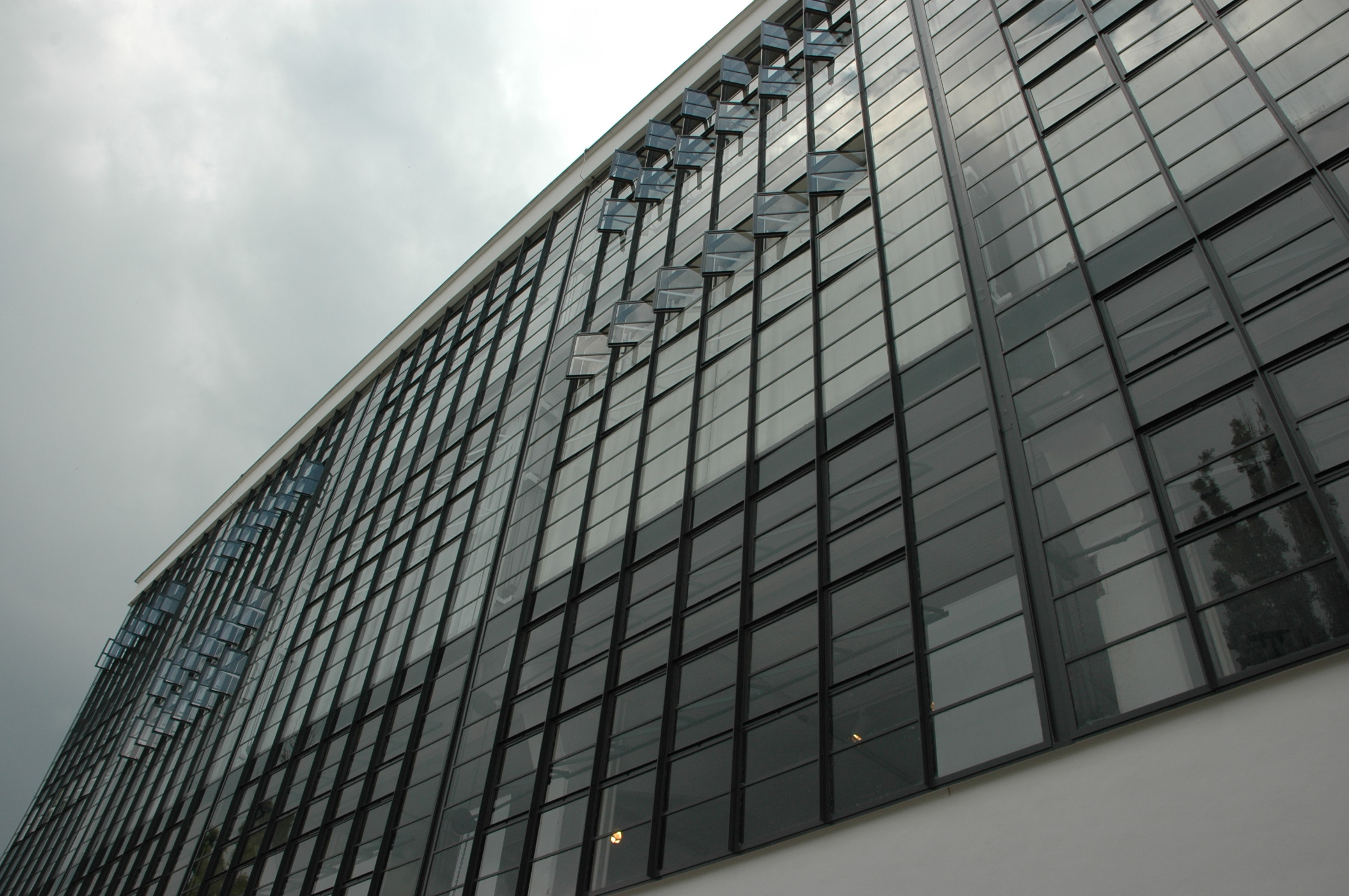
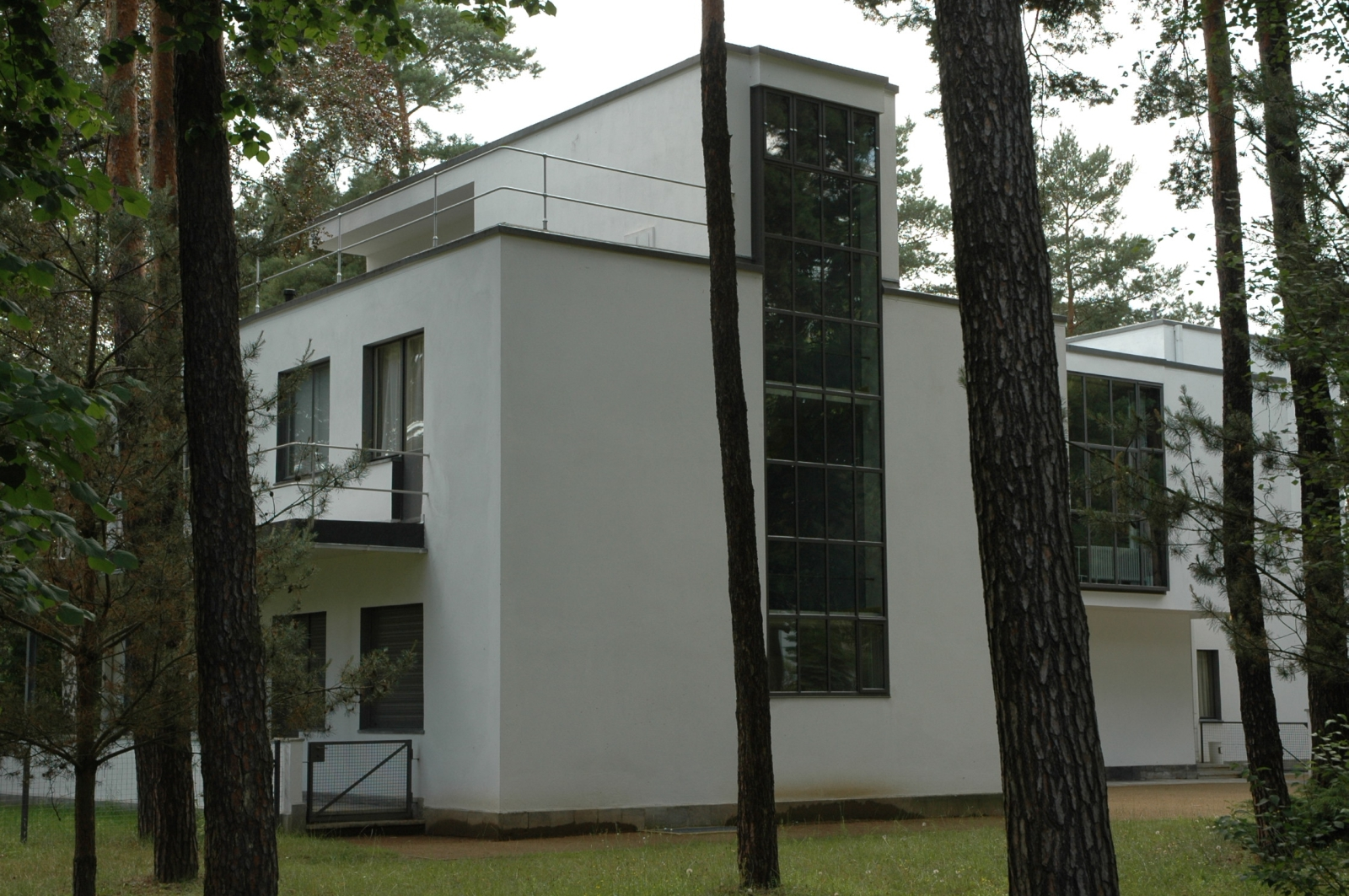
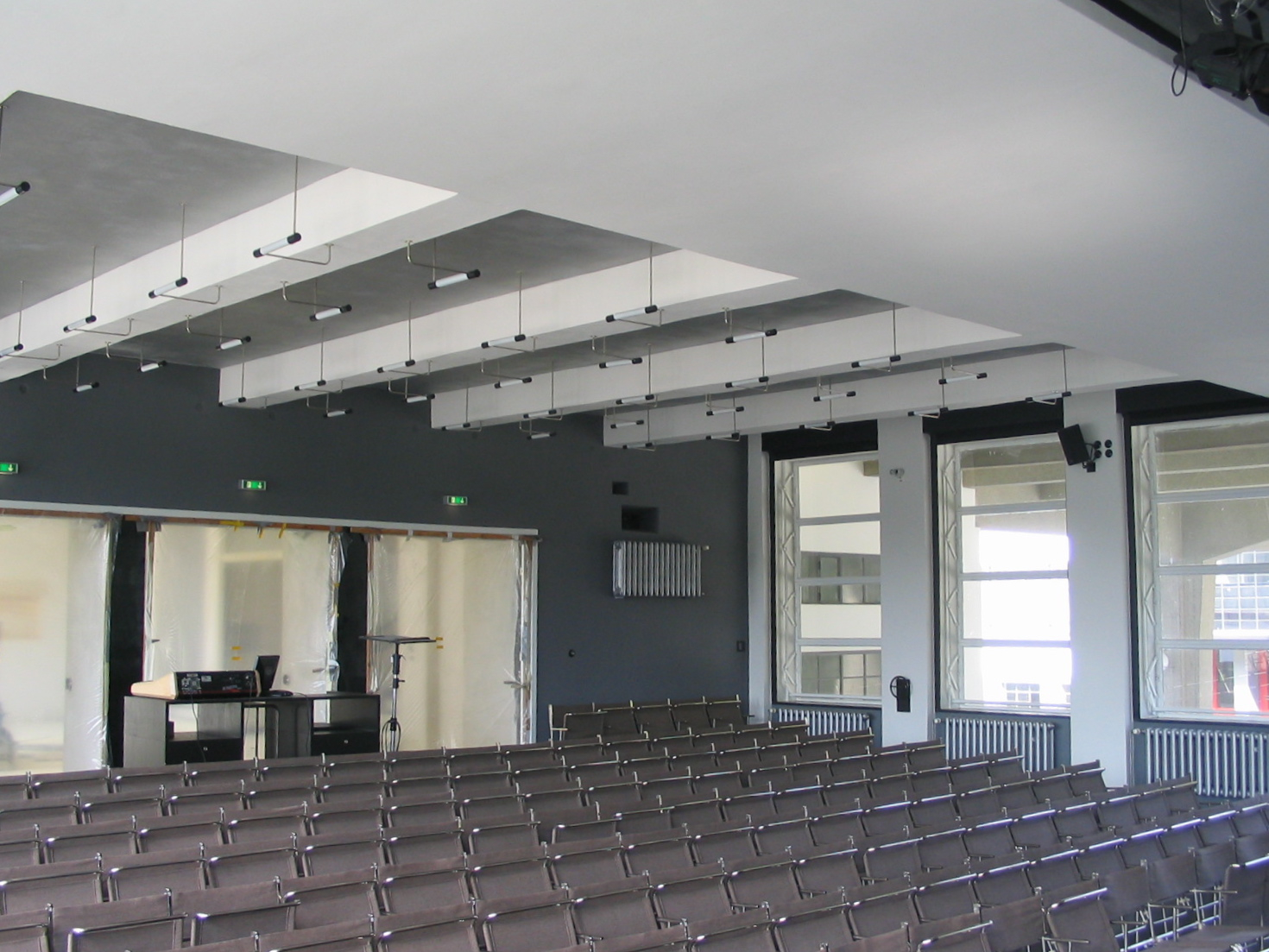
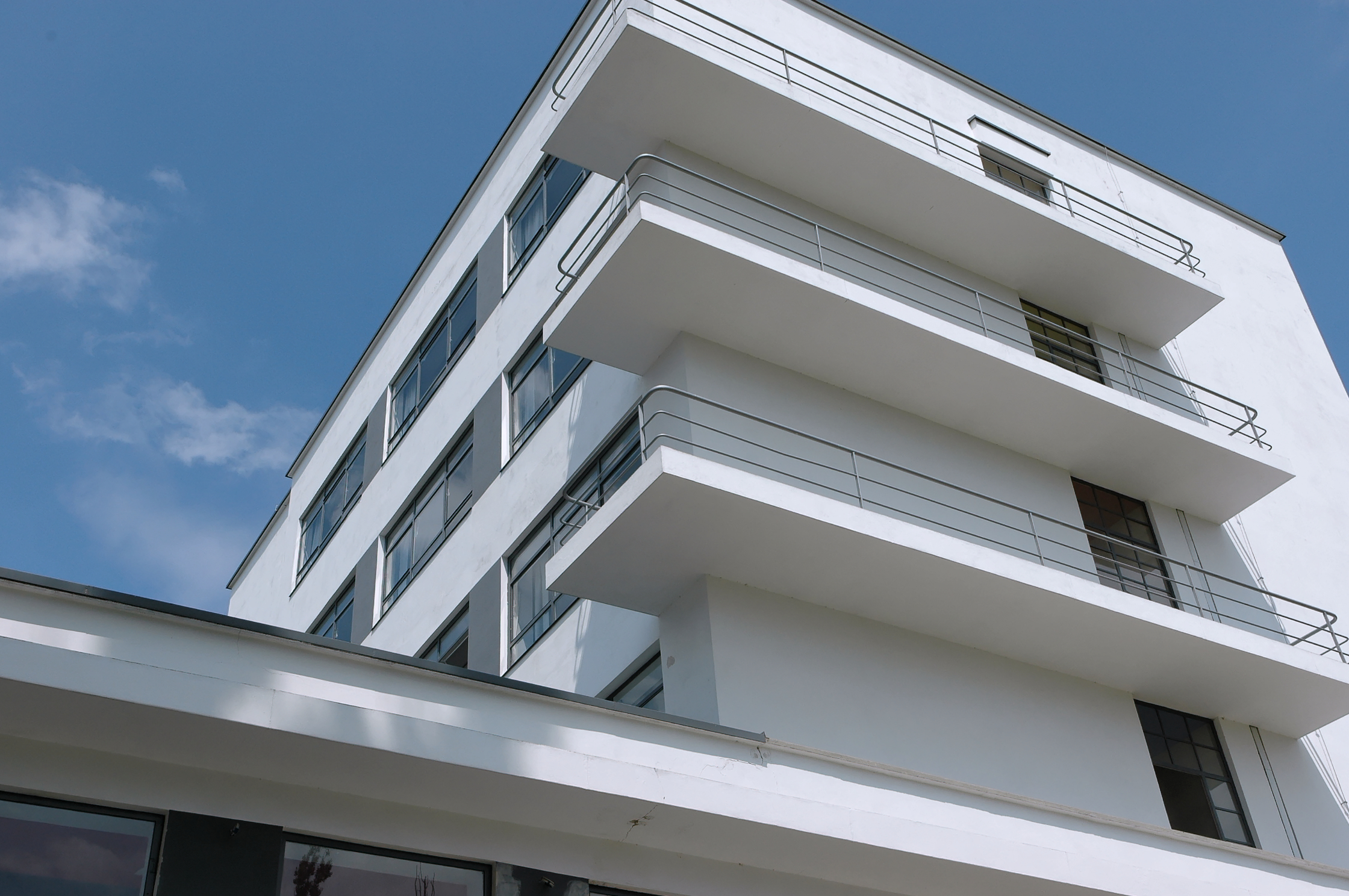
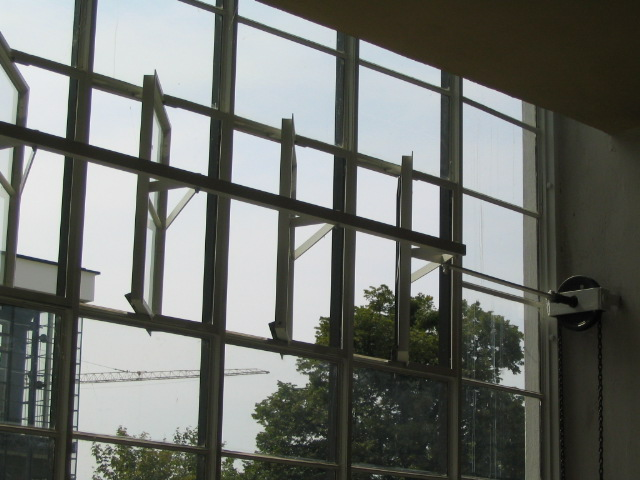
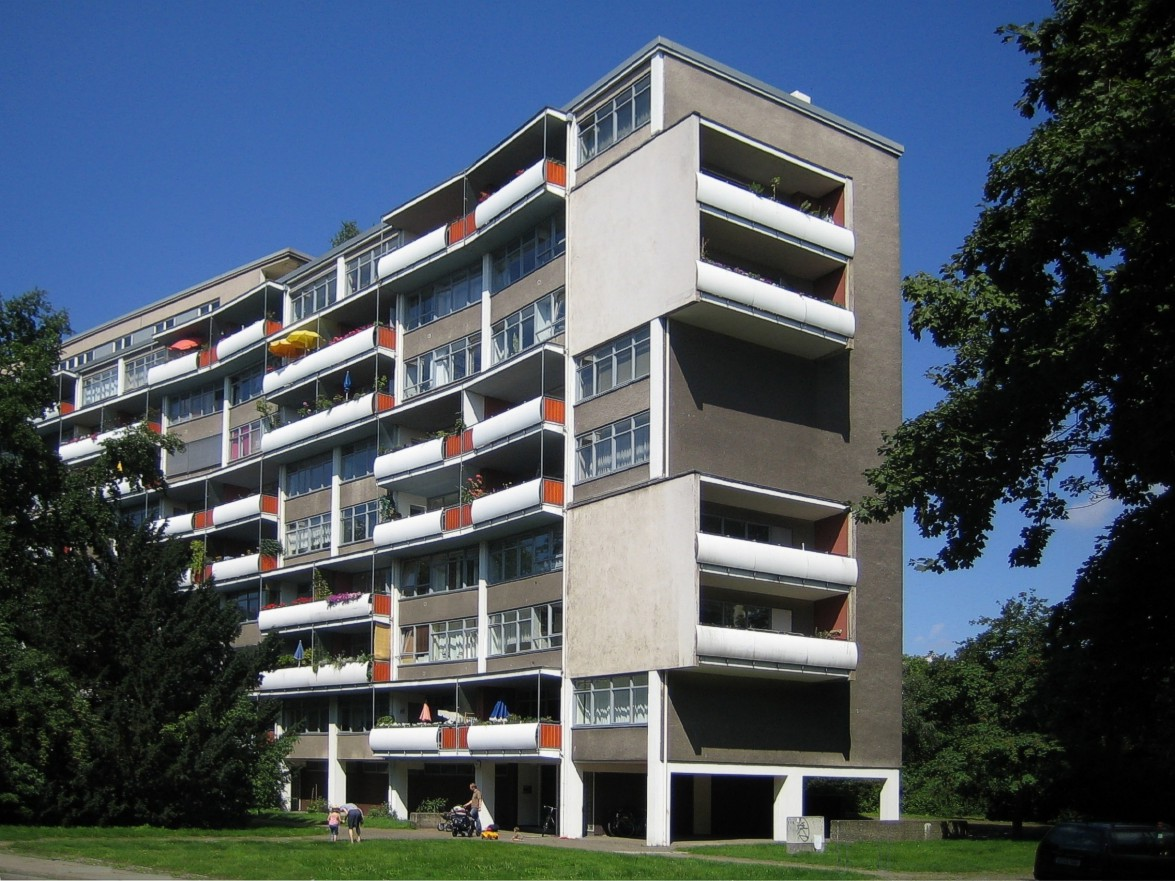
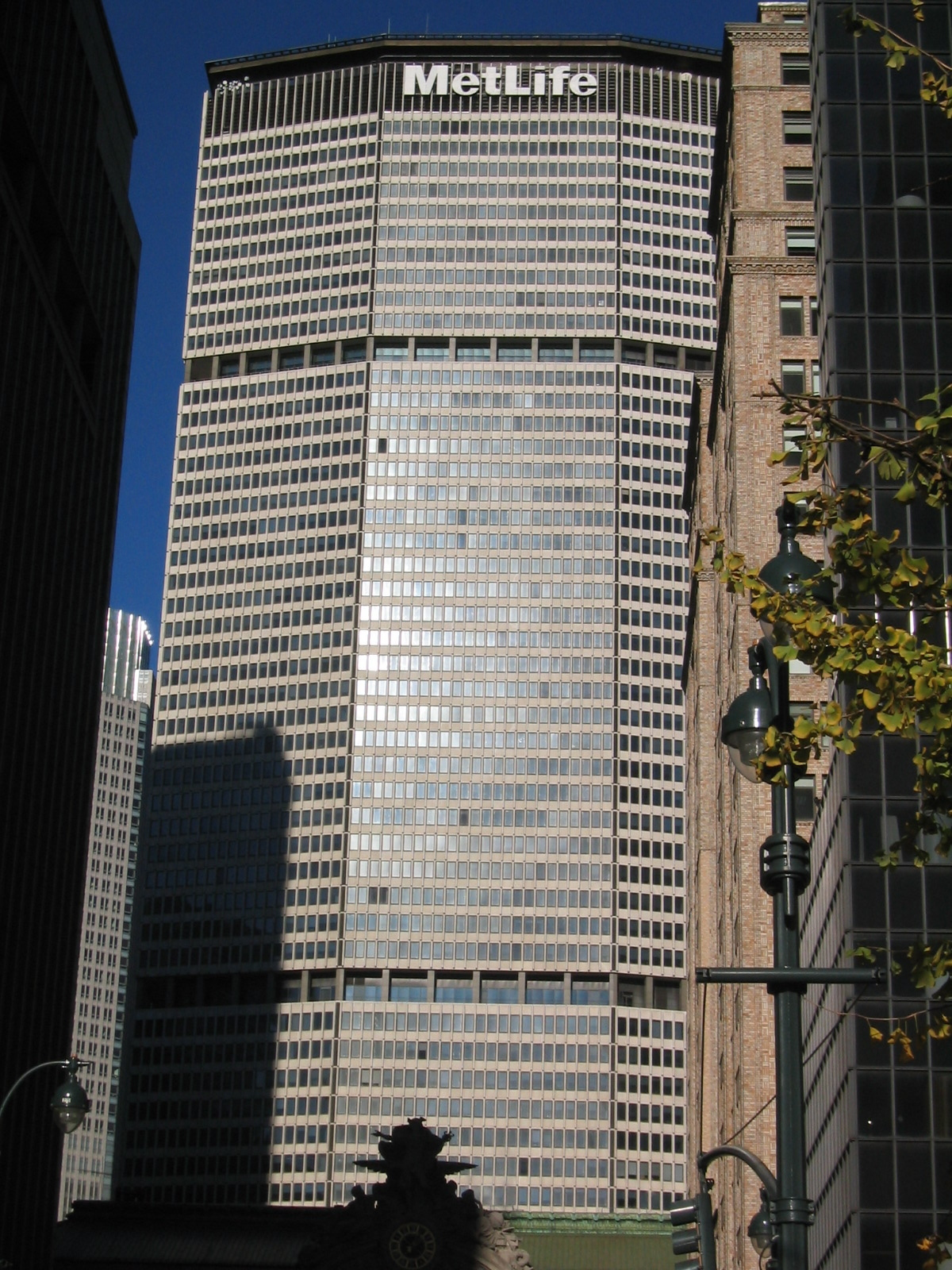
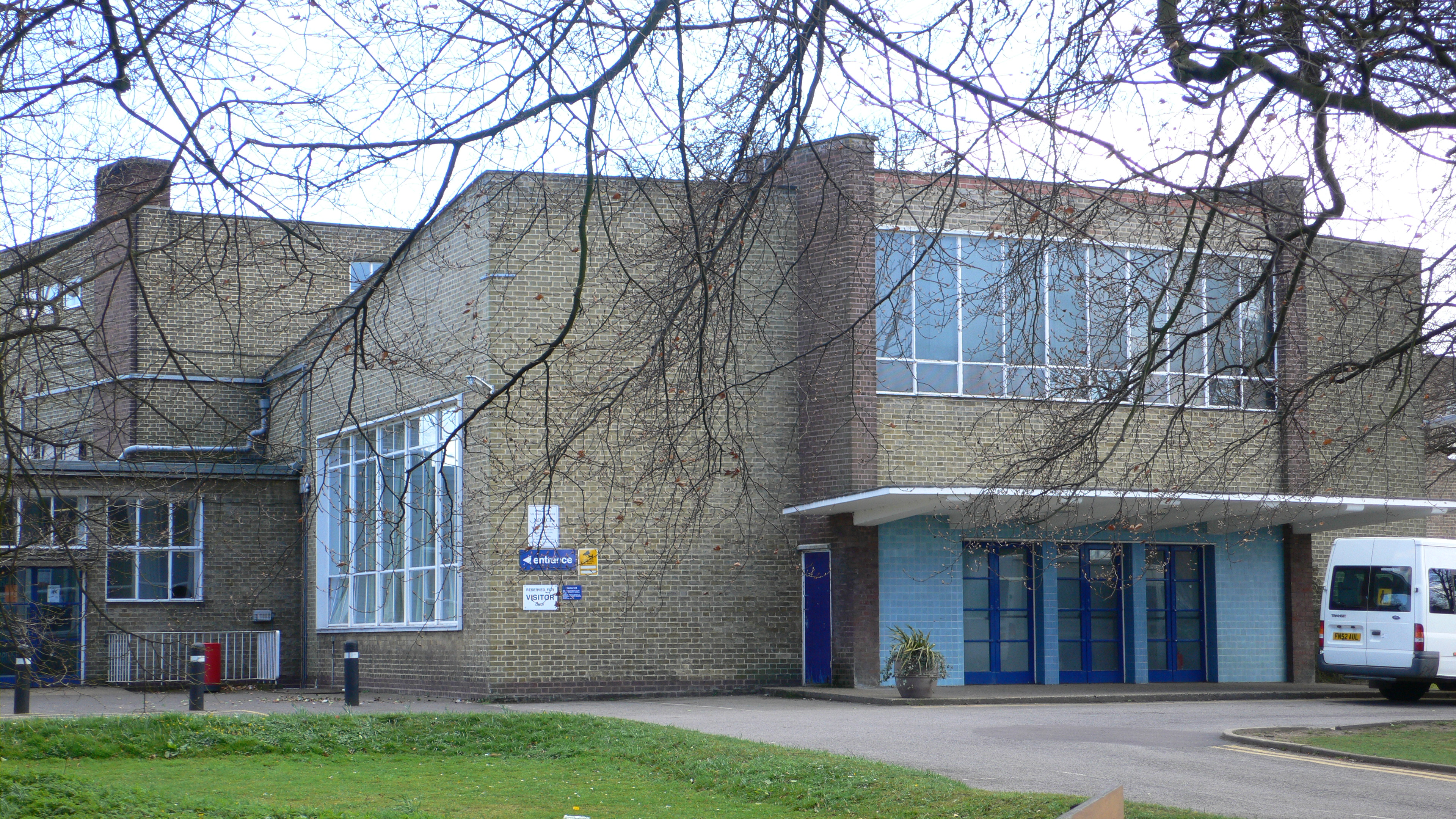
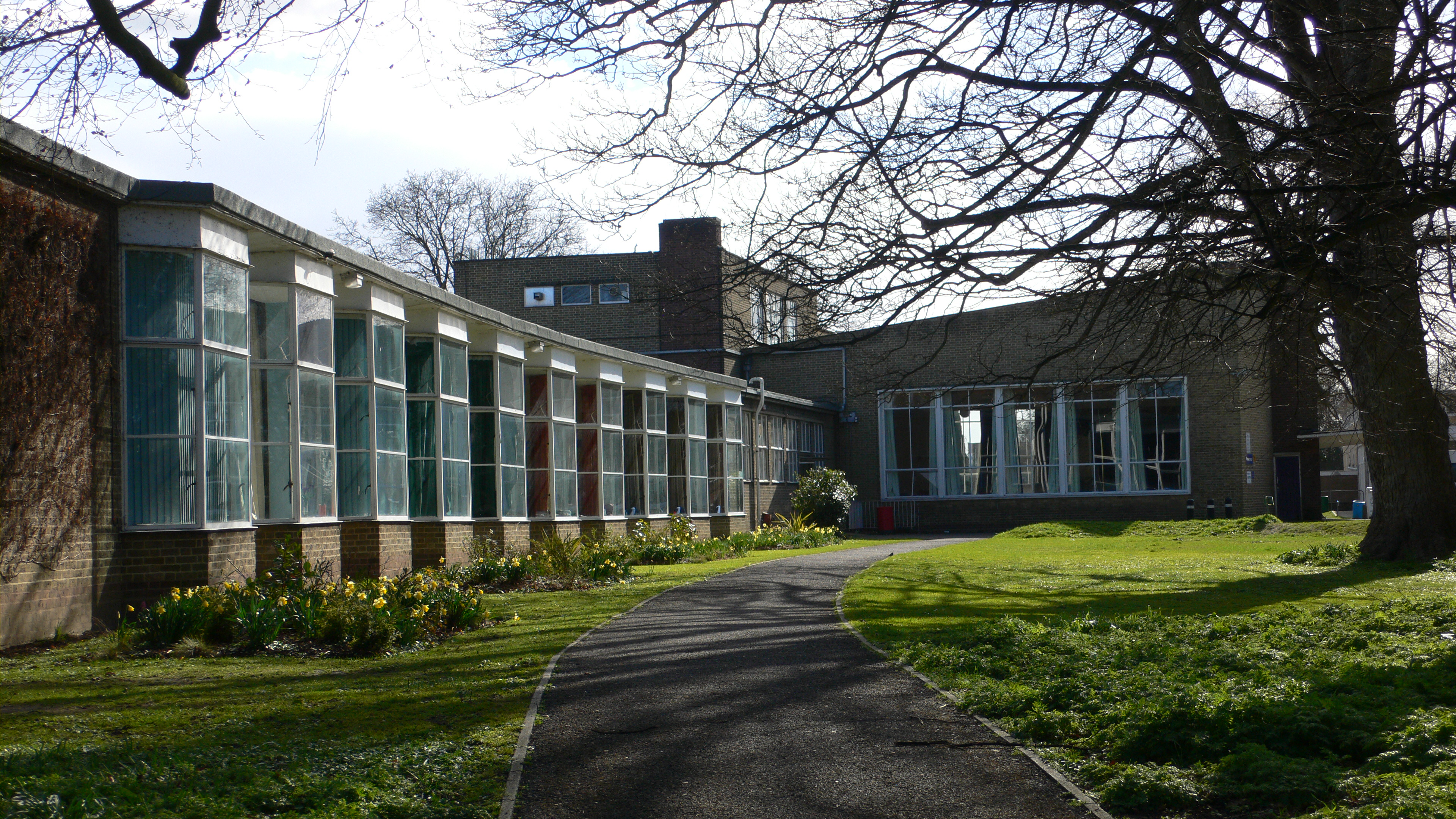
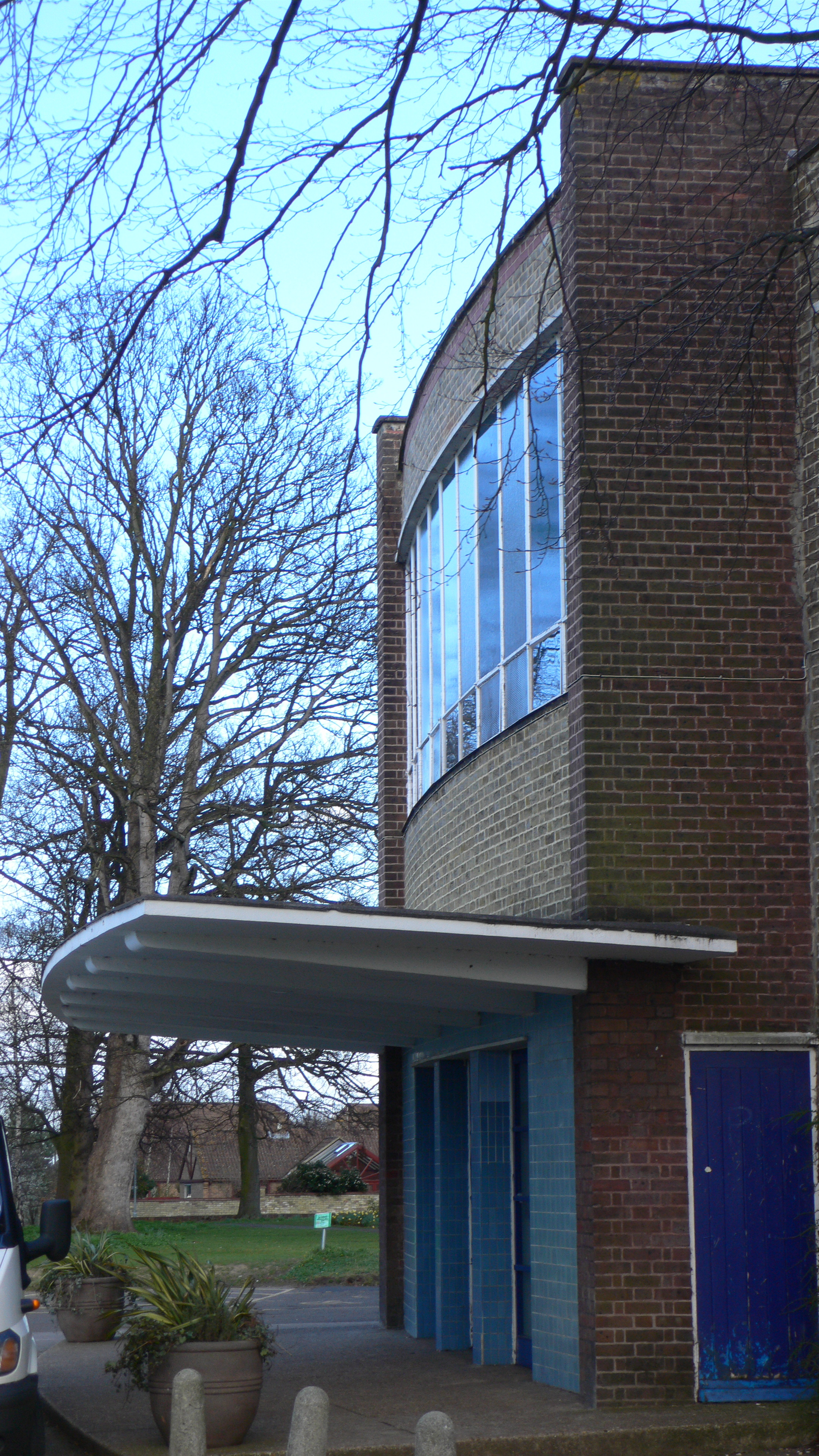
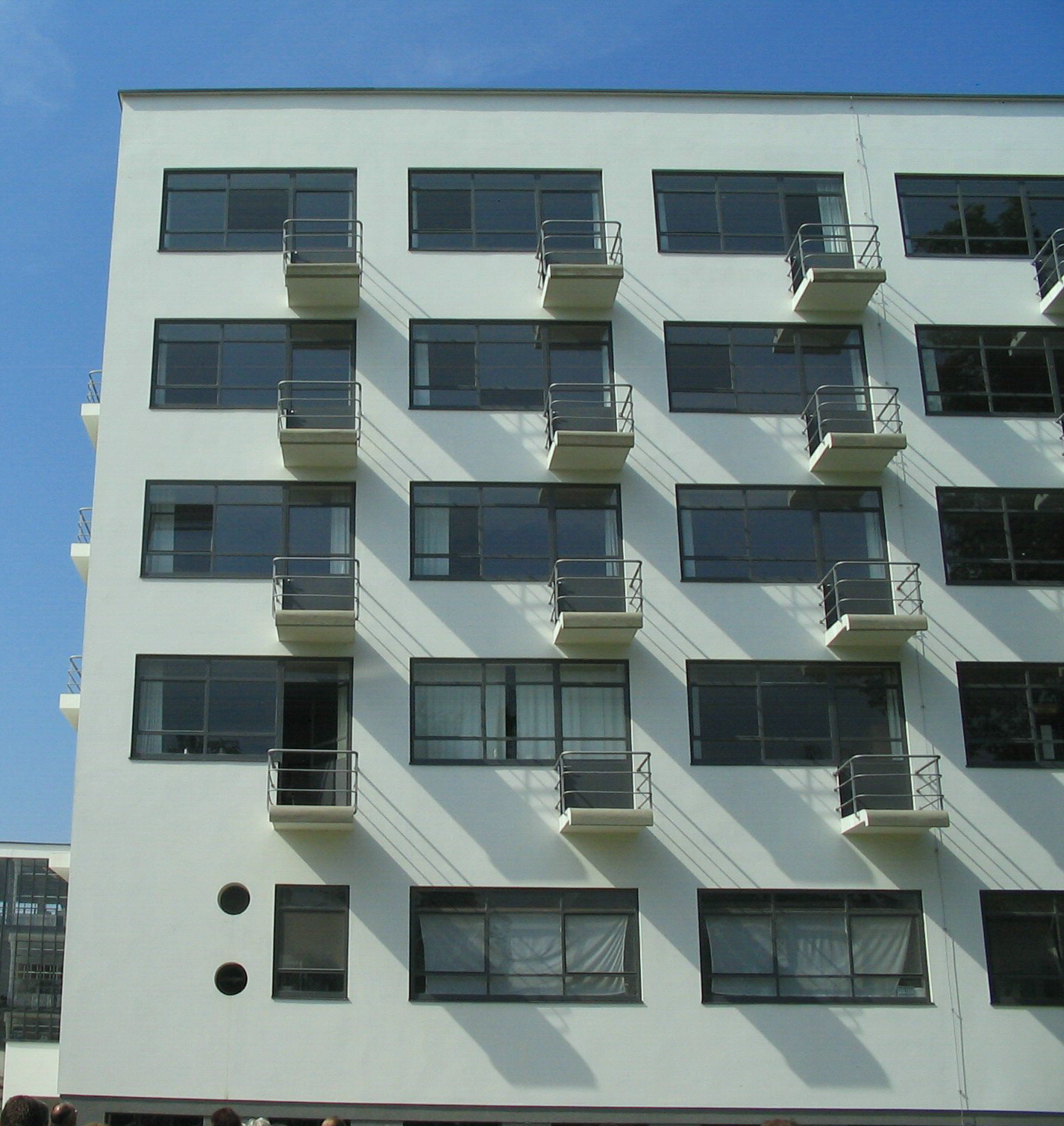
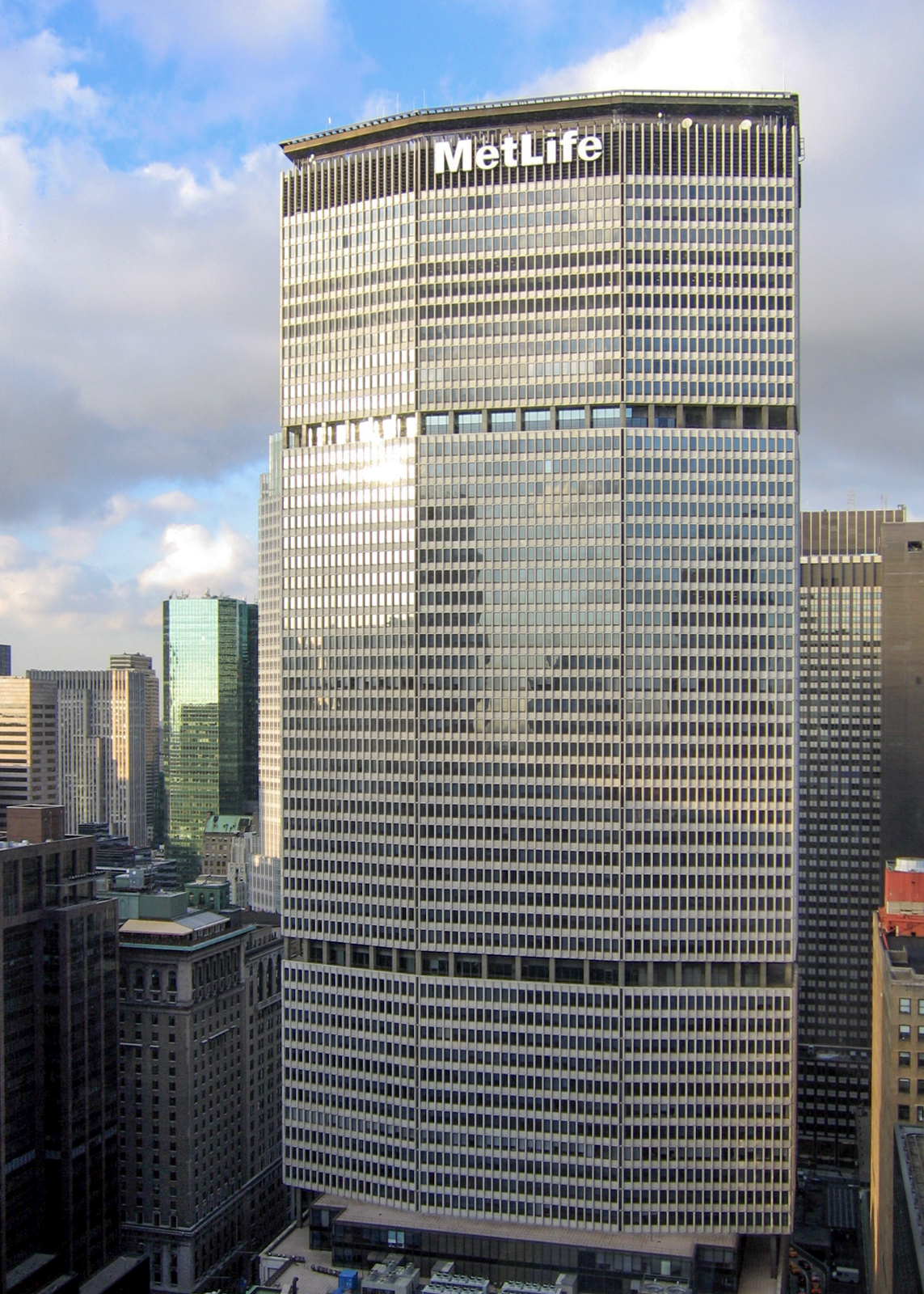
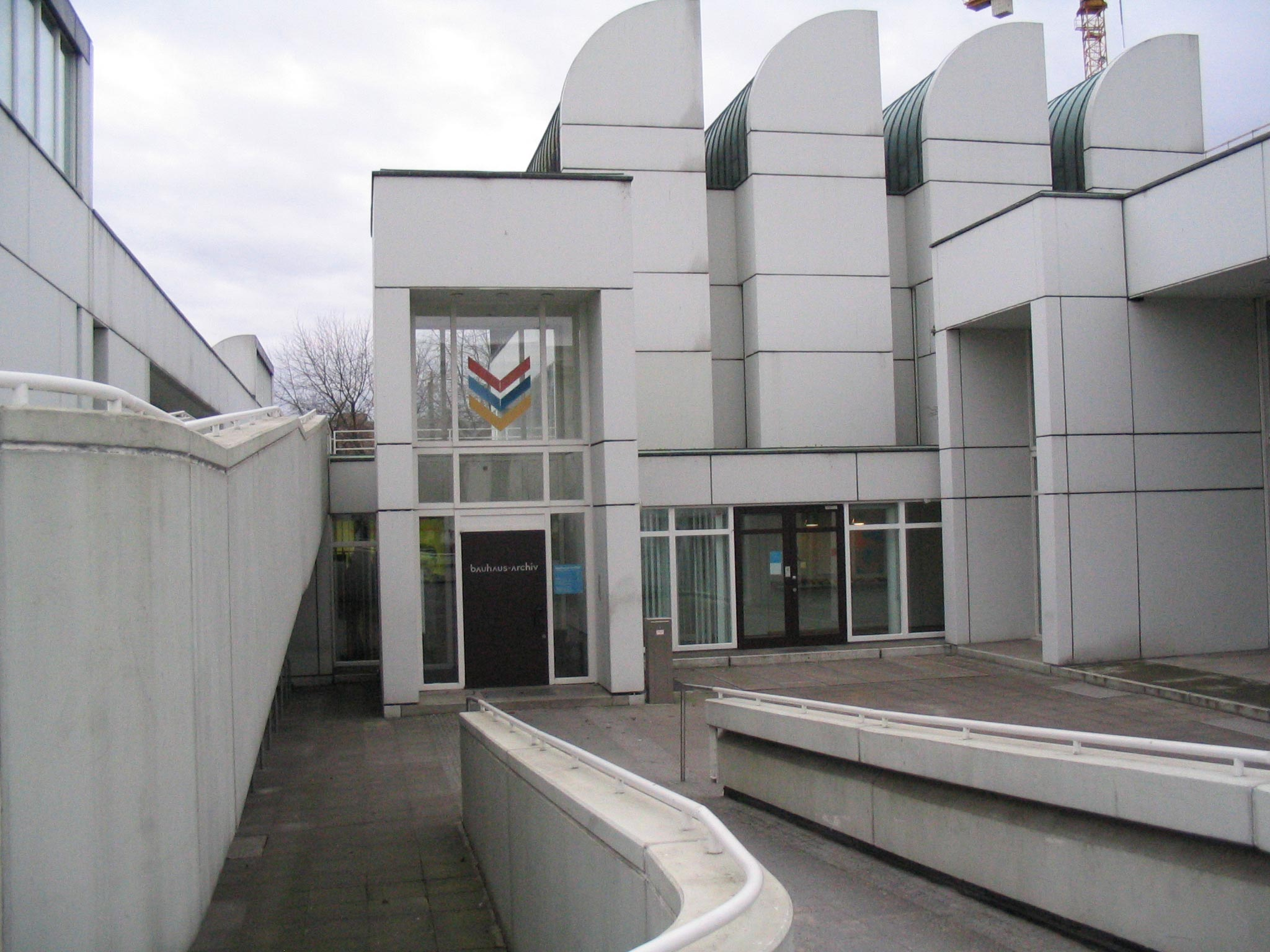

## Alte articole de citit
- Bauhaus
- Bauhaus (clădire)
- Categoria Cetățeni naturalizați ai Statelor Unite ale Americii
- Listă a artiștilor conectați de mișcarea artistică Bauhaus